# 糖尿病
| 順位 | 疾病                            | DALYs （万） | DALYs （%） | DALYs （10万人当たり） |
| ---- | ------------------------------- | ------------ | ----------- | ---------------------- |
| 1    | 2019年コロナウイルス感染症      | 24,306.3     | 8.1         | 3,061.5                |
| 2    | 虚血性心疾患                    | 19,389.3     | 6.4         | 2,442.2                |
| 3    | 脳卒中                          | 16,020.2     | 5.3         | 2,017.8                |
| 4    | 下気道感染症                    | 10,564.2     | 3.5         | 1,330.6                |
| 5    | 早産による合併症                | 10,048.0     | 3.3         | 1,265.6                |
| 6    | 背中と首の痛み                  | 9,088.2      | 3.0         | 1,144.7                |
| 7    | 糖尿病                          | 8,053.4      | 2.7         | 1,014.4                |
| 8    | COPD                            | 7,806.8      | 2.6         | 983.3                  |
| 9    | 下痢性疾患                      | 6,974.3      | 2.3         | 878.4                  |
| 10   | 交通事故                        | 6,785.3      | 2.3         | 854.6                  |
| 11   | 結核                            | 6,063.6      | 2.0         | 763.7                  |
| 12   | 出生合併症 (新生児仮死又は外傷) | 5,925.9      | 2.0         | 746.4                  |
| 13   | うつ病性障害                    | 5,665.6      | 1.9         | 713.6                  |
| 14   | 先天異常                        | 5,272.2      | 1.7         | 664.1                  |
| 15   | マラリア                        | 5,205.9      | 1.7         | 655.7                  |
| 16   | 肝硬変                          | 4,593.6      | 1.5         | 578.6                  |
| 17   | 気管、気管支、肺がん            | 4,564.8      | 1.5         | 575.0                  |
| 18   | その他の難聴                    | 4,419.3      | 1.5         | 556.6                  |
| 19   | 墜死                            | 4,385.5      | 1.5         | 552.4                  |
| 20   | 腎臓病                          | 4,372.1      | 1.5         | 550.7                  |

糖尿病（とうにょうびょう、英語・ドイツ語・ラテン語:diabetes mellitus、ダイアビーティス メライタス、ダイアビーティス メリタス、略称:DM）は、血糖値やヘモグロビンA1c（HbA1c）値が適正値よりも高い状態が慢性的に続く病気で、血液中のブドウ糖を細胞へ届けるインスリンの分泌不足・異常が生じることで発症する。朝、空腹時に測った血糖値が126ミリグラム (mg)/デシリットル (dL)以上、また食事の有無問わず血糖値が200mg/dl 以上、この両方を満たした場合は「糖尿病」の確定診断となる。血液中の血糖値が高いことで尿から糖が出るという病理のため、実態を適切に表すなら「高血糖症」と言われている。
東洋医学では喉が渇くという症状から、消渇と呼ばれる。なお、腎臓での再吸収障害のため尿糖の出る腎性糖尿は別の現象である。糖尿病は高血糖そのものによる症状を起こすこともあるほか、長期にわたると血中の高濃度のグルコースがそのアルデヒド基の反応性の高さのため血管内皮のタンパク質と結合する糖化反応を起こし、体中の微小血管が徐々に破壊されていき、糖尿病性神経障害、糖尿病性網膜症、糖尿病性腎症といった三大合併症を生じる。また糖尿病の合併症には、アルツハイマー型認知症から歯周病など多岐にわたる。
そして、糖尿病は発症の原因によって、1型糖尿病と2型糖尿病、その他、妊娠糖尿病に分類される。糖尿病患者の95%以上は2型であり、これは中高年に多く、予防可能な生活習慣病である。2型糖尿病の予防や軽減には、健康的でバランスのとれた食事、適度な運動、適切な体重管理、禁煙が有効である。アルツハイマー型認知症は糖尿病と強い関連性があることから3型糖尿病とも呼ばれる。
世界における成人（20歳以上80歳未満）の有病率は9%であり4億6300万人、世界のDALYの8位を占め (2.8%)、2019年は149.6万人が糖尿病により死亡した。糖尿病による死者の8割は中低所得国であり、さらに世界保健機関（WHO）は、2030年には世界第7位の死因となると推定している。

## 症状

主要な症状

通常、初期の糖尿病患者は自覚症状はない。下記に列挙するような手足のしびれや便秘などが実はあるのだが、特別な症状と考えていないことがある。血糖値がかなり高くなってくると、口渇・多飲・多尿という明白な典型的症状が生じる。これらは血糖値が高いということをそのまま反映した症状なので、治療により血糖値が低下するとこれらの症状は収まる。血糖値がさらに高くなると、重篤な糖尿病性昏睡に陥り、意識障害、腹痛などをきたすこともある。いっぽう発症初期に限り血糖の高値で腓返り（こむら返り）などの特異的な神経障害がおこることがある。また発症初期に急激に血糖値が上昇した場合に、体重が減少することがよくある。
その他の症状は、たいてい糖尿病慢性期合併症によるものである。糖尿病には、2つ大きな合併症群があり、1つめは「細小血管障害」である。細かい血管に糖の酸化物が詰まって血管障害を起こし、神経障害、網膜症、腎症を引き起こす。2つめは「大血管障害」であり、足の壊疽、脳梗塞、狭心症を伴う心筋梗塞を引き起こす。また高血糖は白内障（眼の水晶体の濁り）の原因にもなる。

### 糖尿病合併症

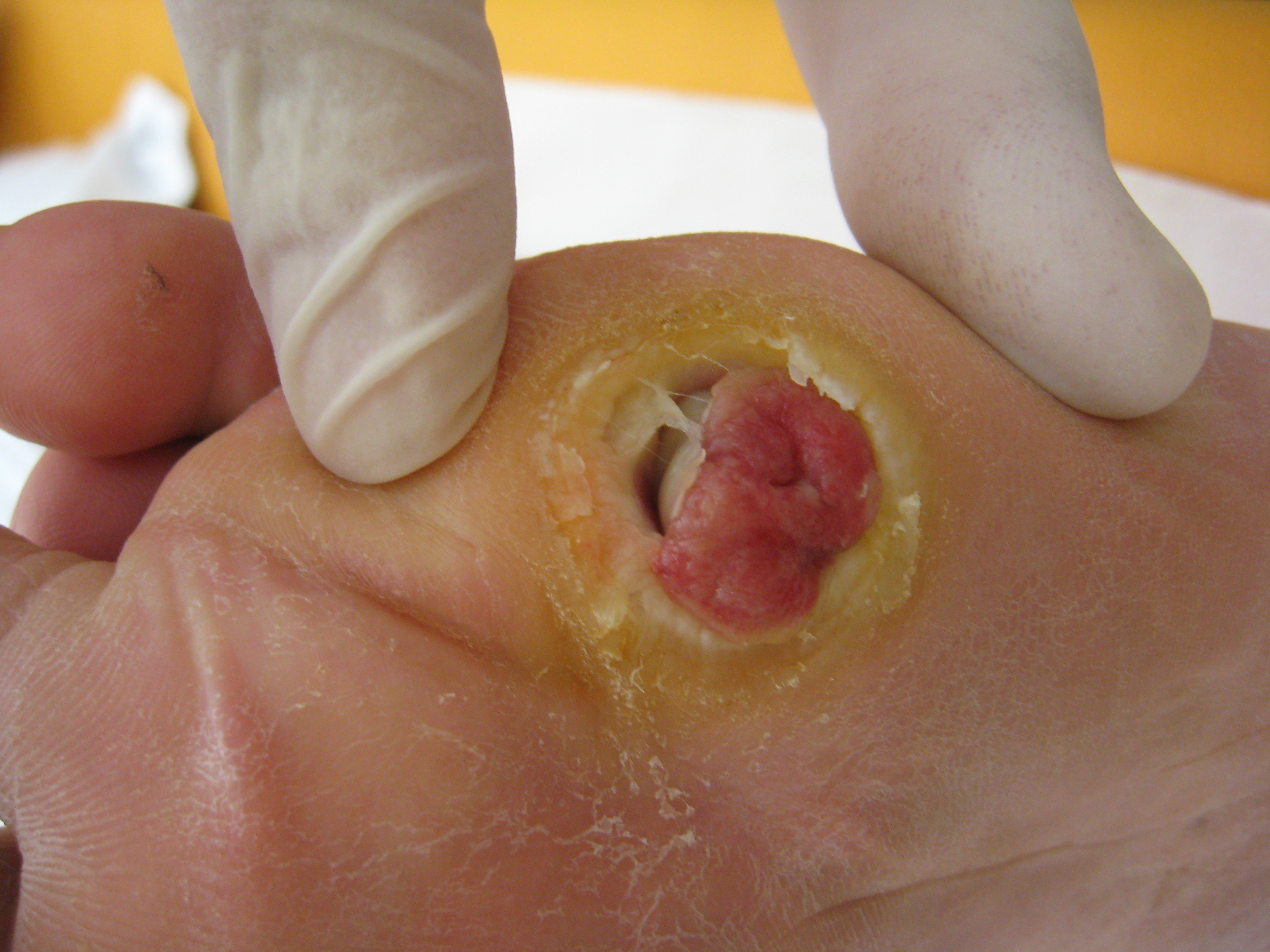
第1指付け根に生じた潰瘍。

糖尿病合併症は3つの合併症（糖尿病性神経障害、糖尿病性網膜症、糖尿病性腎症）が特徴的であり、総称して細小血管障害と呼ばれる。また、高血糖を引き起こす急性合併症としては、糖尿病性ケトアシドーシス及び高浸透圧高血糖症候群がある。特徴的な合併症が出現する部位や症状を略して”しめじ”（し：神経障害、め：網膜症、じ：腎症）：、”えのき”（え：壊疽、の：脳血管障害、き：虚血性心疾患）、”こがに”（こ：骨粗鬆症、が：癌、に：認知症）とも呼ばれる事が有る。
糖尿病性神経障害
3つの合併症の中で最初に出現することが多く、末梢神経障害による手足先端のしびれや感覚の低下、自律神経障害による便秘・立ちくらみ（起立性低血圧）・勃起不全などを引き起こす。また、温痛覚が鈍り他の疾患の自覚症状に乏しくなることがある。臨床的には心筋梗塞の胸痛、重症虫垂炎の腹膜刺激症状、低温やけどなどが重要である。
糖尿病性網膜症
発症すると、硝子体や網膜の出血が起きるようになり、繰り返すごとに視力が低下する。生命を脅かすことはないが、QOLの観点から重要な合併症である。また突然の失明の危険性から激しい運動療法が禁忌になるため、治療自体の妨げにもなる。
糖尿病性腎症
3つの合併症の中で最も晩期に出現するが、最終的な寿命に大きな影響を与える合併症である。最初はごく微量のアルブミン尿のみだが、次第に明らかな尿蛋白や浮腫（むくみ）が出現し、最終的には腎不全となって血液透析が必要になる。
心筋梗塞、閉塞性動脈硬化症、脳梗塞といった血管系疾患のリスクが上がるのも重大で、細小血管障害と対比して大血管障害と呼ばれる。
他にも脂肪肝、皮膚症状（糖尿病性リポイド類壊死）、創傷治癒能力の低下、易感染性（終末像は敗血症）などの症状が起こりやすい。

### アルツハイマー型認知症
糖尿病はアルツハイマー型認知症のリスク要因となっている。インスリンの分泌を増やす糖質中心の食習慣、運動不足、内臓脂肪過多がアルツハイマー型認知症の原因となるアミロイドベータの分解を妨げているとしている。アミロイドベータも分解する能力のあるインスリン分解酵素が糖質中心の食生活習慣によって血中のインスリンに集中的に作用するため、ヒトの脳でのインスリン分解酵素の濃度が低下し、アミロイドベータの分解に手が回らずに蓄積されてしまうとしている。:

### 悪性腫瘍
1998年の福岡県糟屋郡久山町における調査では、糖尿病は悪性腫瘍死の発生のリスクを有意に増大させ、高血糖の程度を示すヘモグロビンA1cの高値の者ほど胃がんの発生率が高かった。糖尿病及び高血糖は悪性腫瘍の重要な危険因子である。
糖尿病と診断されたことのある人はない人に比べ20-30%ほど、後にがんになりやすくなる傾向があり、男性では肝がん、腎臓がん、膵がん、結腸がん、胃がん、女性では胃がん、肝がん、卵巣がんでこの傾向が強かった。
C-ペプチドは、インスリン生成の際、インスリンの前駆体であるプロインスリンから切り放された部分を指すが、男性では、C-ペプチド値が高いと大腸癌リスクが高くなる。C-ペプチドは男性の結腸癌と関連がある。血糖コントロール悪化で入院した糖尿病患者の6.85%に新規に悪性腫瘍が指摘され、一般人口の罹患率より高いと考えられる。

## 名称
病名のdiabetes mellitusはdiabetesのギリシャ語「διαβαίνειν（diabainin）」「通り抜ける（突き抜けてしまう）こと」と（蜂蜜のように）甘いを意味するラテン語「mel("honey") + -ītus」を組み合わせた言葉である。
古代ギリシアでは多尿を蛇口が開いたように絶え間なく流れる様子に例えサイフォンという言葉を使った。17世紀のイギリスの医師がトーマス・ウィリスの研究で患者の尿が甘かったことから、蜂蜜に例えてmellitusと命名した。この病気は古くは「ウィリス病」であった。
英語、フランス語、ドイツ語などでも「あふれ出す」「甘い」という言葉が使われている。オランダ語では「尿（pis）」と「洪水（vloed）」を合わせた「pisvloed」が使われている。
日本では口渇の症状から「消渇」という言葉が使われていたが、江戸時代にオランダの医学が伝わると、「pisvloed」を直訳した「尿崩（にょうほう）」、「蜜尿病」などが使われるようになり、1907年に日本内科学会で「糖尿病」に統一された。

### 日本語名称変更論と注意点
血糖が高まる結果、尿中に糖が排出されることに由来するが、排出されない患者も多いなど正確な表現ではないという意見や、患者からも尿という言葉に抵抗感があることを踏まえ、2022年に日本糖尿病協会は共通の症状である「高血糖」という言葉を使った病名への変更を検討を始めた。「高血糖症」といった案がある。2023年9月22日、日本糖尿病協会と日本糖尿病学会は、「糖尿病への誤解と偏見の解消」や「医学的な正確性を考慮」し、英語訳(Diabetes Mellitus,ダイアビーティス メライタス)を元にカタカナ表記の「ダイアベティス」を用いる案を発表した。また「ダイアベティス（糖尿病）」と新旧の呼称を併記することも検討されている。呼称の案として「ディアベ」「DMS」「糖代謝症候群」など複数の案があったが、学術的な正確さと海外で使われるとして「ダイアベティス」が選定された。
注意点として、「ダイアビーティス(ダイアベティス)」という名がつく病気には尿崩症(diabetes insipidus) も存在する。

## 原因
| 要素                        | 1型糖尿病        | 2型糖尿病             |
| --------------------------- | ---------------- | --------------------- |
| 発症                        | 突然に           | 徐々に                |
| 発症年齢                    | 多くは児童期に   | 多くは成人期          |
| 体形                        | 痩せているか普通 | 多くは肥満            |
| ケトアシドーシス            | 一般的           | まれ                  |
| 自己抗体                    | 通常存在する     | 欠けている            |
| 内因性インスリン            | 低いか欠けている | 普通か 増加または減少 |
| 一卵性双生児 における一致率 | 50%              | 90%                   |
| 有病率                      | 〜10%            | 〜90%                 |

糖尿病は、以下に挙げられているように、発症の機序（メカニズム）によって分類されている。以前は治療方法によって「インスリン依存型糖尿病」あるいは「インスリン非依存型糖尿病」に分類されていたことがあった。さらにそれより以前には、I型糖尿病、II型糖尿病とローマ字を使って分類されていた。しかし2010年時点ほぼ世界中全てにおいて、以下のように病気の原因に基づく分類が用いられている。ここでは日本糖尿病学会分類基準（1999年）に従って分類している。
血液中のグルコース濃度（血糖値、血糖）は、様々なホルモン（インスリン、グルカゴン、コルチゾールなど）の働きによって常に一定範囲内に調節されている。いろいろな理由によってこの調節機構が破綻すると、血液中の糖分が異常に増加し、糖尿病になる。糖尿病は1型と2型があり、この調節機構の破綻の様式の違いを表している。
1型糖尿病では膵臓のβ細胞が何らかの理由によって破壊されることで、血糖値を調節するホルモンの一つであるインスリンが枯渇してしまい、高血糖、糖尿病へと至る。一方2型糖尿病では、肥満などを原因として、膵臓のランゲルハンス島（膵島）にあるβ細胞からのインスリン分泌量が減少し、筋肉、脂肪組織へのグルコースの取り込み能が低下(インスリン抵抗性が増大)し、結果として血中のグルコースが肝臓や脂肪組織でグリコーゲンとして貯蔵されず、血中のグルコースが正常範囲を逸脱して高い血糖値（空腹時血糖≧126mg/dL、HbA1c≧6.5%、経口ブドウ糖負荷試験（75gOGTT）で2時間値が200mg/dL以上など）となり、糖尿病となる（正常値：空腹時血糖60〜100mg/dL、HbA1c4.6〜6.2%、75gOGTTの2時間値が140mg/dL以下）。HbA1cは、1〜2か月前の血糖コントロール状態が反映される。その他にも、妊娠糖尿病があり、妊娠糖尿病は、妊娠後初めて糖尿病には至らない程度の耐糖能異常が生じたもので、胎児の過剰発育による周産期のリスクが高く、出産後に糖尿病を発症するリスクも高いため、厳格な血糖管理が行われる。また、妊娠前に糖尿病と診断されていた女性が妊娠したものを糖尿病合併妊娠という。

### 1型糖尿病
1型糖尿病（いちがたとうにょうびょう、ICD-10:E10）は、膵臓のランゲルハンス島でインスリンを分泌しているβ細胞が死滅する病気である。その原因は主に自分の免疫細胞が自らの膵臓を攻撃するためと考えられているが（自己免疫性）、まれに自己免疫反応の証拠のない1型糖尿病もみられる（特発性）。
一般的に患者の多くは10代でこれを発症する。血糖を下げるホルモンであるインスリンの分泌が極度に低下するかほとんど分泌されなくなるため、血中の糖が異常に増加して糖尿病性ケトアシドーシスを起こす危険性が高い。そのためインスリン注射などの強力な治療を常に必要とすることがほとんどである。

### 2型糖尿病
2型糖尿病（にがたとうにょうびょう、ICD-10:E11）は、インスリン分泌低下と感受性低下の二つを原因とする糖尿病である。欧米では感受性低下（インスリン抵抗性が高い状態）のほうが原因として強い影響をしめすが、日本では膵臓のインスリン分泌能低下も重要な原因である。少なくとも初期には、前者では太った糖尿病、後者ではやせた糖尿病となる。遺伝的因子と生活習慣がからみあって発症する生活習慣病で、日本では糖尿病全体の9割を占める。
慢性膵炎や膵炎の悪性腫瘍などの膵臓疾患によらず2型糖尿病が発症する原因は完全に明らかではないが、大筋を言うと、遺伝的に糖尿病になりやすい体質（遺伝因子）の人が、糖尿病になりやすいような生活習慣を送ること（環境因子）によって2型糖尿病になると考えられている。原因を遺伝と環境に分割したときに遺伝で説明できる割合（遺伝率）は、異なる研究で25%から80%と様々な値が推定されている。特に高い推定値は追跡調査期間が長い研究で得られている。遺伝的な原因としては、KCNQ2、PPARG、KCNJ11、TCF2L7などとい った遺伝子上の配列の違いによって、同じような生活習慣を送っていても、ある人は糖尿病が起こりやすく、別の人は起こりにくくなるという違いがあることがわかってきている。また、日本で欧米と比較して多く見られるインスリン分泌能低下を主要因とするやせ型糖尿病の原因遺伝子としてKCNJ15が挙げられていて、日本人において発見されたこの遺伝子上の危険因子となる配列は欧米人には極めてまれであると報告されている。
慢性に高血糖が持続すると膵β細胞機能が障害されると共に、過剰な血糖をグリコーゲンに転換して蓄える筋肉や肝臓、脂肪に転換して蓄える脂肪組織においてもインスリン抵抗性が生じて更なる高血糖をもたらし、これがインスリン分泌不全、インスリン抵抗性を更に増悪させ、糖尿病状態を一層悪化させる状態が糖毒性として取り上げられている。インスリン抵抗性などによって生じた高血糖状態は、膵β細胞内において、大量の活性酸素種の生成やタンパク質とグルコースとの糖化反応を引き起こす。一般に糖毒性と呼ばれるこの現象は、β細胞のインスリン含量の減少やβ細胞数の減少を引き起こすと考えられる。
さらに血中遊離脂肪酸の上昇がみられる肥満では肥大した脂肪細胞から種々のサイトカインや脂肪酸が分泌され、遊離脂肪酸が膵β細胞機能を障害すると共に、インスリン抵抗性が増強される状態が脂肪毒性として取り上げられている。

### 境界型糖尿病
境界型糖尿病が2型糖尿病の前段階と考えられている。糖尿病の診断基準を満たしていないという意味では厳密には糖尿病ではなく予備軍と表記されることがある。しかし、糖尿病と同様に大血管障害、即ち心筋梗塞などを起こすリスクが高いということ、食事療法、運動療法以外に経口血糖降下薬を用いた薬物療法を行うことで慢性期合併症を予防できる可能性が示唆されている。2型糖尿病と同様に生活習慣病である。

### 遺伝因子として遺伝子異常が同定されたもの
1型、2型の糖尿病は、その原因が完全に明らかにはなっていない。一方この項目に分類される疾患は、特定の遺伝子の機能異常によって糖尿病が発症している、という原因がわかっている糖尿病である。頻度は極めて稀。いずれも比較的若年（一般的に25歳以下）に発症し、1型ほど重症ではなく、強い家族内発症がみられるという特徴があるが、臨床所見は大きく異なる。
若年発症成人型糖尿病
純粋に糖尿病のみを来すメンデル遺伝疾患で、常染色体優性遺伝を示す。内服薬による治療が奏効する場合が多い。
MODYにはMODY1 - 6という6種類の病型が知られている。MODY1では肝細胞核転写因子 (HNF) 4αを、MODY2ではグルコキナーゼを、MODY3ではHNF1αを、MODY4ではインスリンプロモーター因子 (IPF) 1を、MODY5ではHNF1βを、MODY6ではneuroD1をコードする遺伝子にそれぞれ変異が認められる。
ミトコンドリア遺伝子異常
そのメカニズム通り（参考: ミトコンドリアDNA）母方のみから遺伝し、難聴を伴うMIDD、最重症型で脳卒中・乳酸アシドーシスなどを来すMELASなど多彩な病像を呈する。
ミトコンドリア遺伝子異常にはいくつかの変異ポイントがあるが、最多のものは3243A→G変異である。
インスリン受容体異常症
黒色表皮腫や体毛が濃いなどの特徴的な体格がみられる。糖尿病として診断されるのはヘテロ接合型の患者であり、ホモ接合型では乳児期以降まで生存しない。膵臓のインスリン分泌能は十分であるため、血糖値を下げようと大量のインスリンが分泌され、血中のインスリン濃度が異常高値を示す。他のタイプと違いインスリン投与が無効だが、インスリン様成長因子の投与により血糖値を下げることが可能である。
インスリン受容体の遺伝子異常
報告されているが極めて稀である。インスリン投与が有効である。
いずれも診断にはゲノムDNAやミトコンドリアDNAを検体とした特殊な検査が必要である。

### 続発性糖尿病
続発性糖尿病（ぞくはつせいとうにょうびょう、二次性糖尿病）（ICD-10:E13）は、他の疾患によって引き起こされる糖尿病である。以下に挙げたものは代表的な疾患で、ほかにも原因となる疾患は存在する。
- グルカゴンを異常分泌するグルカゴン産生腫瘍
- 副腎皮質ホルモン（コルチゾール他）の作用が異常増加するクッシング症候群、原発性アルドステロン症
- 副腎髄質ホルモン（アドレナリン）を異常分泌する褐色細胞腫
- 成長ホルモンを異常分泌する成長ホルモン産生腫瘍（先端巨大症）
- 肝硬変
- 慢性膵炎、ヘモクロマトーシス、膵癌
- 筋緊張性ジストロフィー
- 薬剤性（サイアザイド系利尿薬、フェニトイン、糖質コルチコイド（ステロイド）など）

#### ステロイド糖尿病
ステロイド糖尿病は、膠原病などステロイドを長期に内服したことによって生じる続発性糖尿病である。ステロイド（糖質コルチコイド）作用の、肝臓の糖新生亢進作用、末梢組織のインスリン抵抗性の亢進、食欲増進作用が関わっているとされる。ステロイドを減量すれば軽快する。ステロイド糖尿病では通常の糖尿病と異なり、網膜症などの血管合併症が起こりにくいとされる。食後高血糖のパターンをとることが多く、入院中ならばインスリンやαGIといった経口剤を用いることが多い。

### 膵性糖尿病
慢性膵炎や膵臓癌などによる膵臓機能低下によって、インスリンの分泌量が減ることで生じる糖尿病。

## 検査
糖尿病の診断や治療効果判定のためには血液検査のほかに様々な検査を行う。また慢性期合併症の治療目的で行われることもある。
- 耐糖能異常検出マーカーとしてのイノシトール

イノシトール(myo-イノシトール)はグルコースと類似の構造を持つ糖アルコールであり、ホスファチジルイノシトールを加水分解することで得られるインスリンメッセンジャーである。イノシトールは、通常糸球体より排泄され、尿細管で再吸収されるが、高血糖状態においてはグルコースと競合するため、再吸収されず尿中排泄量が増加する。その結果、体内のイノシトール量が低下し、ポリオール代謝異常によって、神経症の成因となる。

## 診断
日本糖尿病学会は2010年7月より新しい診断基準を施行した（従来の診断基準は1999年施行）。
新基準では、血糖値だけでなくヘモグロビンA1c（HbA1c）の基準も設けられ、血糖値（空腹時血糖値、経口ブドウ糖負荷試験(75gOGTT)の2時間後血糖値、随時血糖値）及びHbA1cの検査結果で判定を行う。
|               | 正常型                              | 境界型                           | 糖尿病型                               |
| ------------- | ----------------------------------- | -------------------------------- | -------------------------------------- |
| 空腹時血糖値  | （未満）{\displaystyle 110mg/dl<\ } | {\displaystyle 110\sim 125mg/dl} | {\displaystyle \geqq 126mg/dl}（以上） |
| 2時間後血糖値 | （未満）{\displaystyle 140mg/dl<\ } | {\displaystyle 140\sim 199mg/dl} | {\displaystyle \geqq 200mg/dl}（以上） |
| 判定条件      | 空腹と2時間後の いずれも            | または                           | または                                 |

一回目の判定で糖尿病と診断されるケース
- 血糖値とHbA1cがともに糖尿病型だった場合
- 血糖値のみが糖尿病型であり、口渇や多飲、多尿など糖尿病の典型症状や糖尿病性網膜症がみられる場合

二回目の判定で糖尿病と診断されるケース
- 一回目では血糖値のみが糖尿病型。二回目で血糖値、HbA1cのいずれか（若しくは両方）が糖尿病型だった場合
- 一回目ではHbA1cのみが糖尿病型。二回目で血糖値が糖尿病型だった場合

血糖値、HbA1cのいずれかが糖尿病型だったにもかかわらず上記以外ケースで糖尿病と診断に至らなかった場合は「糖尿病疑い」とされる。糖尿病疑いの人は3〜6か月以内の再検査が推奨され、その時点で再度判定することになる。

## 治療
糖尿病の治療は分類、または重症度（進行度）によって異なる。
1型糖尿病の場合、放置すると容易に急激な高血糖と生命の危険も伴う意識障害を来す糖尿病性ケトアシドーシスが起こるため、インスリン注射などにより血糖値をコントロールすることが基本的な治療目標となる。一方2型糖尿病においては、治療せず長期に放置すると糖尿病性神経障害、糖尿病性網膜症、糖尿病性腎症などの糖尿病慢性期合併症の起こる頻度が多くなるため、生活習慣の是正、経口血糖降下薬やインスリン注射により血糖値をコントロールすることで合併症を防ぐことが治療目標である。糖尿病は心臓病や脳血管障害の発症の危険因子でもある。長期的に落ち着いている1型糖尿病においては、やはり治療目標は2型と同様のものになる。妊娠糖尿病においては、妊婦の高血糖が原因となり胎児奇形や妊産婦合併症の頻度が高くなることがあるため、それを防ぐために血糖値を下げる治療を行う。
- 1型糖尿病においては分泌できなくなったインスリンを補う他ないため、早期から一生涯インスリン治療（各種インスリン製剤の皮下注射）を行う。
- 2型糖尿病に対しては様々なパターンの治療が行われる。
  - まずは食事療法と運動療法が行われる[49]。具体的には食事パターンを規則正しくし、食欲を増進させるアルコールを控え、摂取エネルギー量を体重に応じた値以下とする[50]。糖尿病患者向けに開発された食品の利用も推奨される[50]。これによって血糖値が正常化するならそれで問題はない。
  - 食事療法と運動療法で血糖値が正常化しない、もしくは最初から血糖値が非常に高くこれらの治療だけでは不十分と考えられるなら、経口血糖降下薬あるいはGLP-1受容体作動薬を併用する。
  - 経口血糖降下薬あるいはGLP-1受容体作動薬でも血糖値が正常化しないならインスリン自己注射を開始する。ただし、経口血糖降下剤を経由せず、当初からインスリン自己注射を行うという考え方も存在する。
    - 2型糖尿病の場合では一度インスリンを導入しても、食行動と生活習慣を改善すれば血糖値が正常化してインスリン自己注射を止めることができる場合が多いが、高血糖の影響でインスリン分泌能が失われてしまい、一生涯インスリン自己注射を続けざるを得ない場合もある。

  - 一度良好な血糖コントロールが得られてもその治療のまま一生続けられるわけではなく、生活習慣、低血糖のリスク、腎機能、肝機能、他の予後規定因子、治療継続可能性、経済性などを考えながら調整していく必要がある。
  - 高血糖が過食を原因としている場合、袖状胃切除術や十二指腸スイッチといった外科手術により食欲を減退させ、肥満や2型糖尿病の治療の一環とすることもある[51]。『糖尿病診療ガイドライン2016』（日本糖尿病学会）[52]では、歯周病との関連を説明し、必要に応じて治療するとされている。日本歯周病学会もガイドラインを出している[53]。

## 疫学
| データなし 7.5人以下 7.5人から15人 15人から22.5人 22.5人から30人 30人から37.5人 37.5人から45人 | 45人から52.5人 52.5人から60人 60人から67.5人 67.5人から75人 75人から82.5人 82.5人以上 |

| データなし 100年未満 100年から200年 200年から300年 300年から400年 400年から500年 500年から600年 | 600年から700年 700年から800年 800年から900年 900年から1,000年 1,000年から1,500年 1,500年超 |

2000年における世界の千人あたりの罹患者数。世界平均は2.8%である。
データなし
7.5人以下
7.5人から15人
15人から22.5人
22.5人から30人
30人から37.5人
37.5人から45人
45人から52.5人
52.5人から60人
60人から67.5人
67.5人から75人
75人から82.5人
82.5人以上

2004年の100,000人あたりの障害調整生命年 (DALY)
データなし
100年未満
100年から200年
200年から300年
300年から400年
400年から500年
500年から600年
600年から700年
700年から800年
800年から900年
900年から1,000年
1,000年から1,500年
1,500年超

国際糖尿病連合（IDF）によると、2019年の時点で世界には約4億6300万人の糖尿病患者がいるという。患者数は急増しており、2030年には5億7800万人、2045年までに7億人に達すると予測される。糖尿病患者は世界中にいるが、先進国ほど（2型の）患者数が多い。しかし最も増加率の高い地域はアジアとアフリカになるとみられており、2030年までに患者数が最多になると考えられている。発展途上国の糖尿病は、都市化とライフスタイルの変化に伴って増加する傾向があり、食生活の西欧化よりも、糖質の多量摂取と運動量のバランスを欠く生活が長期間続くと発病する可能性がある。このことから糖尿病には（食事など）生活環境の変化が大きくかかわってくると考えられる。
糖尿病は先進国において10大（あるいは5大）疾病となっており、他の国でもその影響は増加しつつある。米国を例にとると、北米における糖尿病比率は、少なくともここ20年間は増加を続けている。2005年には、米国だけでおよそ2080万人の糖尿病患者がいた。全米糖尿病協会によると、620万人の人々がまだ診断を受けておらず、糖尿病予備軍は4100万人にまで及ぶ。英国イングランドとウェールズにおいては、有病率は 6%から6.7%であり320万人の患者がいる。

### 余命への影響
1971年から1980年のデータで糖尿病患者と日本人一般の平均寿命を比べると男性で約10年、女性では約15年の寿命の短縮が認められた。このメカニズムとして高血糖が生体のタンパク質を非酵素的に糖化させ、タンパク質本来の機能を損うことによって障害が発生する。この糖化による影響は、例えば血管の主要構成成分であるコラーゲンや水晶体蛋白クリスタリンなど寿命の長いタンパク質ほど大きな影響を受ける。例えば白内障は老化によって引き起こされるが、血糖が高い状況ではこの老化現象がより高度に進行することになる。同様のメカニズムにより動脈硬化や微小血管障害も進行する。また、糖化反応により生じたフリーラジカル等により酸化ストレスも増大させる。
日本において1991年から2000年までの10年間の18,385症例を分析した結果からは、死因第1位は悪性新生物 34.1%（うち肝臓癌 8.6%）、第2位は血管障害（糖尿病性腎症，虚血性心疾患，脳血管障害） 26.8%、第3位は感染症 14.3%、糖尿病性昏睡 1.2%と報告されている。また、血糖コントロールの良否が死亡時年齢に影響を与え、男性で2.5歳、女性で1.6歳短命であった。更に、糖尿病患者の平均死亡時年齢は、男性68.0歳、女性71.6歳で同時代の日本人一般の平均寿命に対し、男性9.6歳、女性13.0歳短命であった。

### 日本の有病率
日本国内の患者数は、この40年間で約3万人から700万人程度にまで増加しており、境界型糖尿病（糖尿病予備軍）を含めると2000万人に及ぶとも言われる。厚生労働省発表によると、2006年11月時点の調査データから、日本国内で糖尿病の疑いが強い人は推計820万人であった。
厚生労働省の2006年の人口動態統計によれば、全国の死亡率の都道府県ワースト1位は1993年から14年連続で徳島県である（10万人当たり19.5人、ちなみに最低は愛知県で7.5人）。特定の疾患等による死亡率で10年以上継続して、同一の県が1位で最低値と3倍近い差があるのは他にあまり例を見ない（他の地域的な高率としては、精神医療の分野において、秋田県が1995年から2006年まで12年連続自殺率1位であることなどが挙げられる。秋田県の自殺率、すなわち人口10万人当たりの自殺者数は42.7人で、全国平均は23.7人である）。糖尿病は生活習慣病の一種であるため、治療型から保健指導型の予防医療への転換を図らない限り、その死亡率を劇的に下げることは難しい。徳島県は医療機関数・医師数などが全国平均よりも高い県であるため、徳島県医師会や医療機関、徳島県その他行政機関及び地域住民の糖尿病予防に対する知識と意識の低さが要因として毎年指摘されている。徳島県は2005年11月に「糖尿病緊急事態宣言」を宣言したが、2006年時点では10万人当たりの死亡率は前年の18.0人から19.5人に悪化し、2007年時点では14.2人と改善した。また徳島県では20歳以上の男性の37.2パーセントが肥満であり、全国平均の28.4パーセントを上回っている。
なお、厚生労働省の2007年の人口動態統計（概数）によれば、徳島県はワースト1位を15年ぶりに脱し、平均14.2人（人口10万人当たり死亡率）ワースト6位になった（全国平均は11.1人）。
2006年は、徳島県を筆頭に、2位鹿児島県（14.2人）、3位福島県（14.1人）、4位鳥取県（13.7人）、5位青森県（13.6人）がワースト5であり、逆に東京都（9.9人）の他、岐阜県（9.5人）、長崎県（9.5人）、大分県（9.5人）、宮崎県（9.3人）、滋賀県（9.1人）、埼玉県（8.9人）、奈良県（8.5人）、神奈川県（8.4人）、愛知県（7.5人）の10都県が10万人当たりの死亡率が10人を下回る。
平成14年度（2002年度）に行われた厚生労働省の調査では、糖尿病が強く疑われる人の割合は、20歳以上の男性全体で12.8%であり、20歳以上の女性全体で6.5%であった。糖尿病が強く疑われ、現在治療を受けている人で合併症を併発している人の割合は、神経障害で15.6%、網膜症で13.1%、腎症で15.2%、足壊疽で1.6%であった。また、加齢と糖尿病は関連があり、糖尿病が強く疑われる男性の割合は、20歳から29歳で0%、30歳から39歳で0.8%、40歳から49歳で4.4%、50歳から59歳で14.0%、60歳から69歳で17.9%、70歳以上で21.3%であった。さらに、肥満と糖尿病は関連があり、40歳から59歳の男性で、糖尿病が強く疑われる人の割合は、ボディマス指数(BMI) 18.5から22で5.9%、BMI22から25で7.7%、BMI25から30で14.5%、BMI30以上で28.6%であった。なお、加齢を重ねていない20歳から39歳の男性ではこのような大きな差は出ていなかった。

### 発症リスクに関する研究
さまざまな研究がなされている研究の一例を列挙する。
1. （生活習慣）糖尿病になりやすくなる環境因子としては、圧倒的な危険因子として肥満[58]が挙げられるほか、喫煙[59]や運動不足[60]などがある。
2. 20歳から体重が5kg以上増加した群で糖尿病発症のリスクが上昇[61]。
3. コホート研究によって筋肉労働や激しいスポーツをしない人が多量の米飯を摂取することで糖尿病リスクを上昇させていることが報告されている[62]。
4. 亜鉛の欠乏が糖尿病の発症リスクを高めるとする報告がある[63]。
5. 「マグネシウム摂取量が関与している」との報告があり[64][65]、インスリン抵抗性、慢性炎症、飲酒習慣を有する患者では摂取量の上昇が発症抑制に効果があるとされている。しかし、一方で、マグネシウム摂取量と糖尿病発症との関連なしとの報告がある[66]。
6. （加工肉と白米）ハーバード大学による2010年のシステマティック・レビューとメタ分析によると、赤肉、特にハムやソーセージの加工肉の摂取量の増加は、糖尿病と冠動脈疾患のリスクの増加に関連付けられている[67]。2010年のハーバード大学の研究で約20万人に対するコホート調査で1日あたり白米を玄米に50グラム置き換えることで、2型糖尿病のリスクが16%低下する[68]。また、妊娠前にファーストフードを頻繁に食べた場合、糖尿病罹患リスクが増大することが報告されている[69]。
7. （清涼飲料水）女性ではコーラやジュースなどの清涼飲料水の飲用量が多いほど糖尿病の発症リスクが高いとの報告がある。多量の清涼飲料水の摂取は、急激な血糖・インスリン濃度の上昇をもたらし、耐糖能異常、インスリン抵抗性にもつながる可能性が指摘されている[70]。ペットボトル症候群も参照。
8. 野菜や果物の摂取は全体としては糖尿病発症リスクとの関連は認められないが、男性の過体重（BMI25以上）もしくは喫煙習慣のある人では野菜、特にアブラナ科の野菜を多く摂取しているグループで糖尿病リスクの若干の低下が示唆された[71]。
9. 歯周病は、心筋梗塞やバージャー病、肋間神経痛、三叉神経痛、糖尿病と密接な関係にあることが、ごく最近の研究で確認された。糖尿病ではPorphyromonas gingivalis感染が分泌を促進する腫瘍壊死因子（TNF-α）によって、糖尿病が増悪され、この糖尿病によって歯周病が増悪されるという負の連鎖が起こる。これは「歯周病菌連鎖」や「歯周病連鎖」と呼ばれている[72]。
10. コーヒーをよく飲む人たちでは糖尿病発症のリスクが低くなる傾向が見られた[73][74]。
11. （偏食）糖や炭水化物主体の食生活を繰り返すことにより食後高血糖とインスリン分泌過多を繰り返すことによるインスリン抵抗性となり、インスリンの効きが悪くなり高血糖を維持、尿に糖が排出されることが分かっている。また食後高血糖とインスリン分泌過多を繰り返すことにより、膵臓のランゲルハンス島β細胞が少しずつ死滅し、インスリン分泌能力が低下する[要出典]。
12. （ジュース）果物の摂食は2型糖尿病の発症リスクを低くするが、ジュースにした場合は逆に発症リスクを高める[75]。
13. （睡眠時間）7時間から9時間の睡眠が望ましい。1晩の睡眠が6時間を切ると糖尿病のリスクも高まる[76]。

## その他

### 世界糖尿病デー

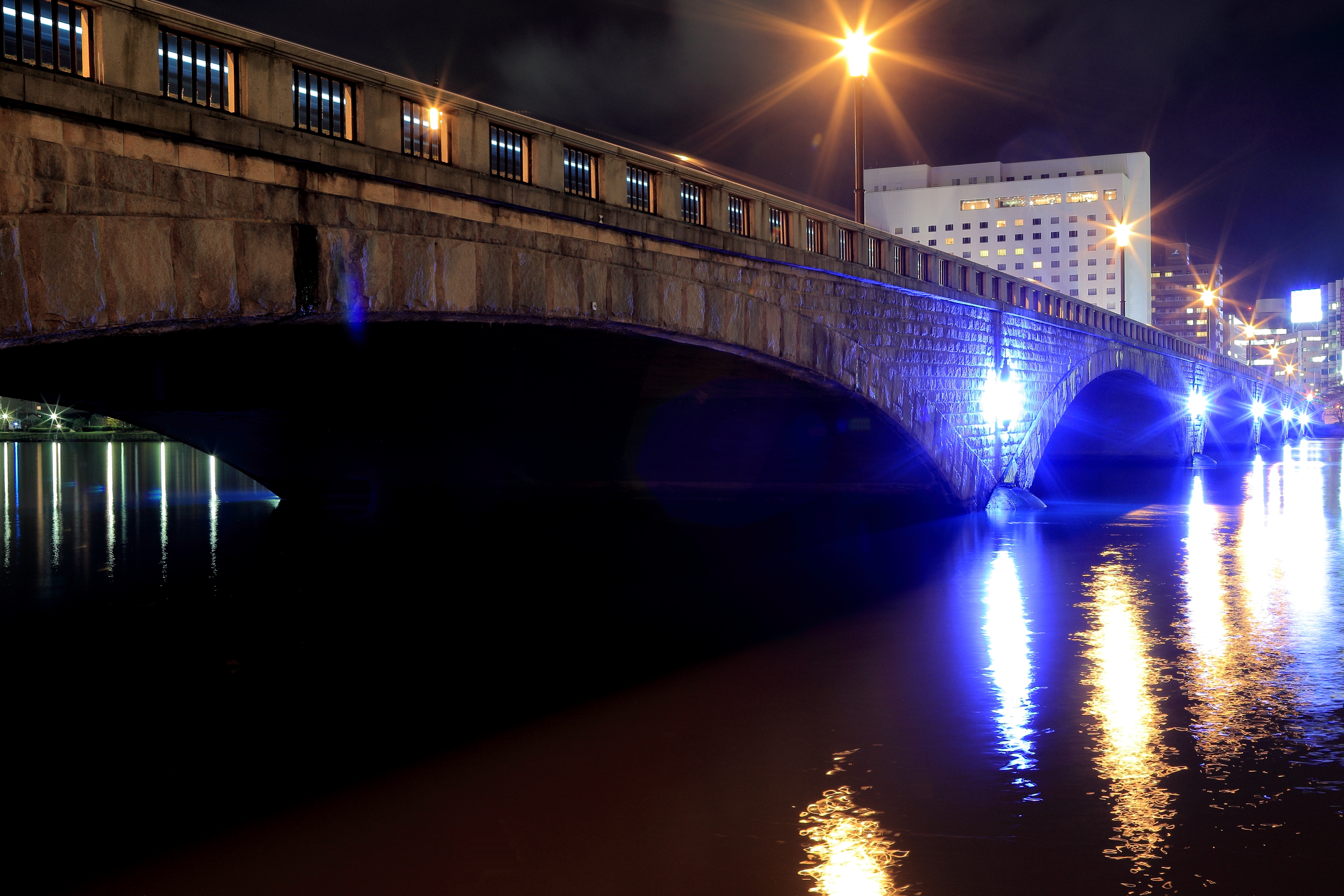
世界糖尿病デーのブルーライトアップをしている萬代橋

上述の通り、現在、糖尿病を世界の成人人口の約5〜6パーセントが抱えており、その数は増加の一途を辿っている。また糖尿病による死者数は、後天性免疫不全症候群（AIDS）による死者数に匹敵し、糖尿病関連死亡は、AIDSのそれを超えると推計している。このような状況を踏まえ国際連合は、国際糖尿病連合（IDF）が要請してきた「糖尿病の全世界的脅威を認知する決議」を2006年12月20日に国連総会で採択し、インスリンの発見者であるフレデリック・バンティング博士の誕生日である11月14日を「世界糖尿病デー」に指定した。日本でも、2007年11月14日には東京タワーや鎌倉大仏、通天閣などを「世界糖尿病デー」のシンボルカラーである青色にライトアップし、糖尿病の予防、治療、療養を喚起する啓発活動が展開された。
なお、国連が「世界○○デー」と疾患名を冠した啓発の日を設けたのは、12月1日の「世界エイズデー」に続き「世界糖尿病デー」が2つ目である。

### 歴史
紀元前から各地で症例が報告されていた病気である。
古代エジプトでは口渇や多尿などの症状が知られており、紀元前15世紀頃のパピルスには「尿が異常なほど出る病気」と記されている。
古代ギリシアでは多尿などの症状が知られていた。
日本では奈良時代の正倉院文書に写経を行う役人であった写経生の病気が記載されているが、これは症状から見て糖尿病だと見られている。平安時代前期の藤原氏九条流の人物である藤原伊尹・藤原道隆・藤原伊周・藤原道長は「水がち」「水ばかりきこしめす」と水を多飲する「飲水病」の症状があり、一般的に糖尿病だと見られている。鎌倉時代初期の『喫茶養生記』では最近流行している5つの病の第一として「飲水病」があげられている。
1674年、イギリスの臨床医学者トーマス・ウィリスは当時のヨーロッパで奇病とされていた多尿症の研究をしていた。ウィリスは尿に含まれる成分を何としても知りたいと考え、患者の尿を舐めてみたところ甘かったことが本病確認のきっかけとされている。